# Пироженко-Чорномаз Наталія Дмитрівна
Ната́лія Дми́трівна Пироже́нко-Чорнома́з (* 1997) — українська спринтерка, спеціалізується в бігу на 400 метрів, також виступає на дистанції 800 метрів. Майстер спорту України; рекордсменка.

## Життєпис
Народилася 1997 року. Події 2014-го відчула на собі — у той час хворіла і 1,5 місяця прожила під окупацією в Донецьку. Перший міжнародний досвід здобула 2016 року на Чемпіонаті світу U20 у Бидгощі — дійшла до півфіналу в бігу на 800 метрів.
2017 року зазнала невдачі на Чемпіонаті Європи U23. Того ж року стала чемпіонкою України в естафеті 4х400 метрів на відкритому повітрі, а в 2018 році — в естафеті у приміщенні.
Чемпіонат України з легкої атлетики в приміщенні 2018 — срібна нагорода; 800 метрів.
2019-го на Чемпіонаті Європи U23 у Евле зійшла в бігу на 400 метрів у першому раунді. Фінішувала четвертою в українській естафеті 4 х 400 метрів. Чемпіонат України з легкої атлетики в приміщенні серед молоді 2019 — золота нагорода; 800 метрів. Чемпіонат України з легкої атлетики в приміщенні 2019 — бронзова нагорода; 800 метрів.
Учасниця Олімпійських ігор-2020.
Чемпіонат України з легкої атлетики в приміщенні 2021 — бронза 4х400 метрів — команда Києва; Марія Мокрова, Іванна Аврамчук, Владислава Шевченко та Іванна Аврамчук .
Представляє ЗСУ — клуб ШВСМ.
Дружина Богдана Чорномаза.
25 лютого 2022 року із чоловіком виїхала з Києва. Займалися волонтерством.